# Marcy-l'Étoile
Marcy-l'Étoile is een gemeente in de Franse Métropole de Lyon (regio Auvergne-Rhône-Alpes). De plaats maakt deel uit van het arrondissement Lyon. Marcy-l'Étoile telde op 1 januari 2022 3.711 inwoners.

## Geografie
De oppervlakte van Marcy-l'Étoile bedroeg op 1 januari 2022 5,37 vierkante kilometer; de bevolkingsdichtheid was toen 691,1 inwoners per km².

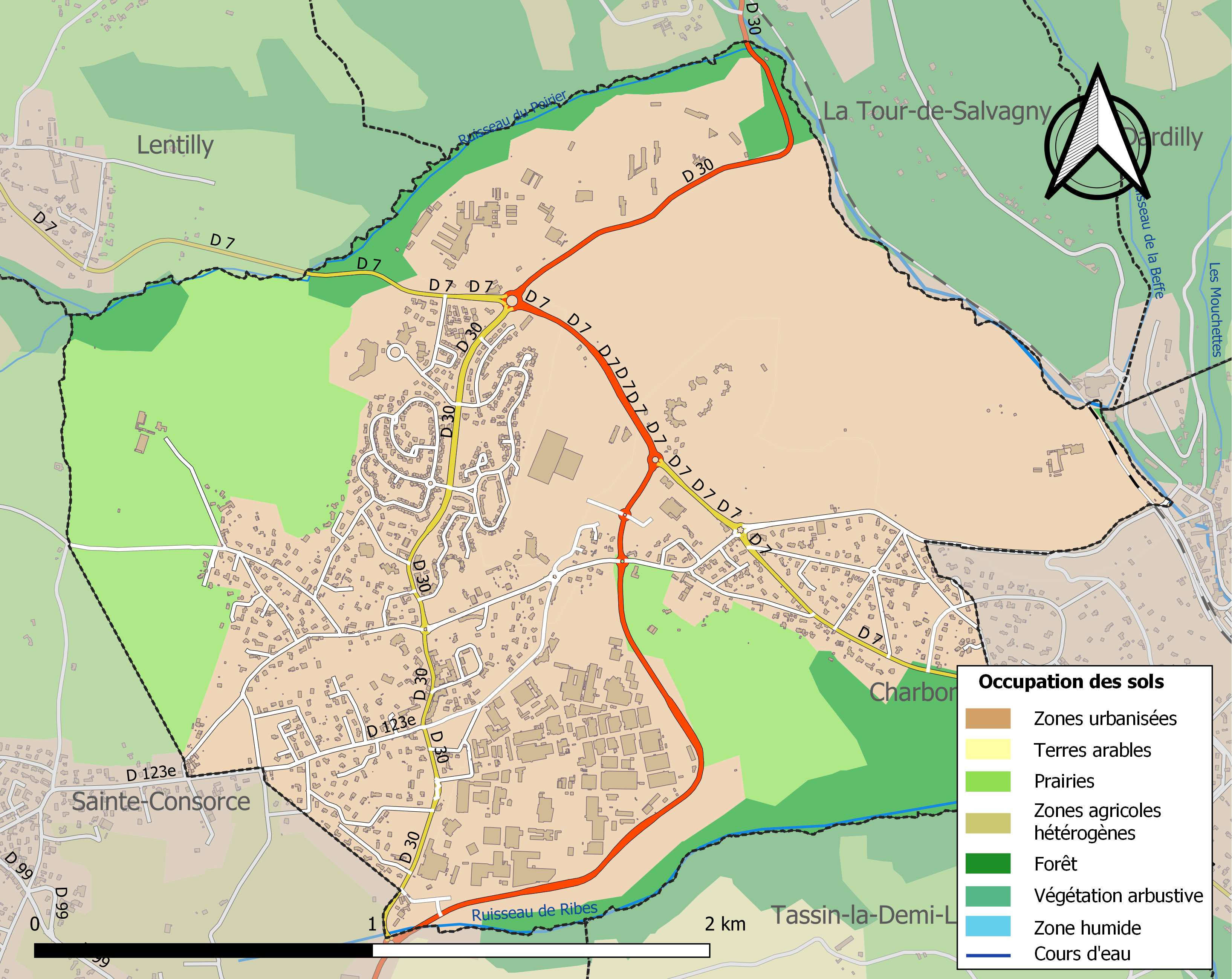
Kaart van de gemeente met de belangrijkste infrastructuur, bodemgebruik en omliggende gemeenten

## Demografie
Onderstaande figuur toont het verloop van het inwonertal (bron: INSEE-tellingen).